# Radziwiłł Książę I

Herb z 1515 roku w ujęciu współczesnym

Radziwiłł Książę Ia według ilustracji Juliusza Ostrowskiego (1903)

Radziwiłł Książę I (Radziwiłłowicz, Trąby odmienne) – polski herb książęcy, odmiana herbu Trąby. Herb własny jednej z gałęzi rodziny Radziwiłłów.

## Opis herbu

### Opis historyczny
Kasper Niesiecki blazonuje herb następująco:

(...) orzeł czarny z skrzydłami i nogami i ogonem, rozciągnionemi, z pyskiem otwartym, trochę w lewą stronę obróconym, i z językiem wywartym, na głowie jego mitra książęcia, na piersiach tarcza, na której trzy trąby myśliwe, niby w trianguł ułożone, widzieć.

Juliusz Karol Ostrowski przytacza dwie wersje tego herbu:
Radziwiłł Książę Ia (Radziwiłłowicz cz. Trąby odm.): W polu złotym na piersiach orła czarnego ukoronowanego z dziobem i pazurami błękitnymi tarcza mniejsza, na której w polu błękitnym trzy trąby czerwone oprawione w złoto, stykające się munsztukami w środku; dwie i jedna. Nad tarczą trzy hełmy z klejnotami w koronach. W klejnocie I pół orła czarnego ukoronowanego, w klejnocie II pół lwa złotego ukoronowanego, w III pół gryfa czarnego ukoronowanego. Ostrowski opisuje ten herb jako nadany w 1515 roku. Jednakże w opisie tym znalazły się trzy klejnoty, które w rzeczywistości pojawiły się dopiero przy herbie Radziwiłł II Książę (nadanym w 1547 roku). Ostrowski herb ten przytoczył nie korzystając z oryginalnego nadania, ale z przekazów późniejszych, prac heraldycznych poprzedzających jego pracę (m.in. herbarz Siebmachera). Nie zostały opisane labry, ale w odpowiadającej opisowi ilustracji środkowe są czarne, podbite złotem, zaś boczne błękitne, podbite złotem. Orzeł w klejnocie i na tarczy ukoronowany jest mitrą książęcą. Gryf w klejnocie jest złoty, nie czarny. Całość leży na płaszczu podbitym gronostajem i nakrytym mitrą. 
Radziwiłł Książę Ib: W polu złotym, na piersiach orła czarnego ukoronowanego z dziobem i pazurami błękitnymi, tarcza błękitna, na której trzy trąby czerwone z okuciami złotymi, stykające się munsztukami w środku; dwie i jedna. Nad tarczą trzy hełmy z klejnotami w koronach. W klejnocie I pół orła czarnego ukoronowanego, w klejnocie II pół gryfa czarnego w lewo, w III pół lwa złotego. Wszystkie labry czarne podbite złotem. Jest to wariant herbu wedle Kojałowicza. Herb różni się od poprzedniego barwami i układem klejnotów.

### Opis współczesny
Opis skonstruowany współcześnie brzmi następująco:
Na tarczy o polu złotym orzeł czarny, na którego piesi tarcza błękitna z trzema trąbami czarnymi z okuciami oprawionymi w złoto stykające się ustnikami, dwie i jedna. W klejnocie pół orła czarnego z głową, dziobem i cieniem złotymi. Labry czarne, podbite złotem.

## Geneza
Herb został nadany przedstawicielowi rodu Radziwiłłów przez władcę Świętego Cesarstwa Rzymskiego, Maksymiliana I Habsburga, w 1515 roku, wraz z tytułem książęcym na Goniądzu i Medelach (Miadziole). Pierwszym z przedstawicieli był Mikołaj Radziwiłł zwany „Amorem”, sam przywilej uzyskał pełniąc funkcję przedstawiciela dyplomatycznego reprezentującego Litwę, w wyprawie do Wiednia na zjazd Habsburgów i Jagiellonów. Stał się w ten sposób pierwszym w historii Radziwiłłów księciem, a jego posiadłości Goniądz i Medele zostały podniesione do rangi księstw . Przywilej został potwierdzony w 1518 roku na Litwie i przyznawał prywatny herb . W 1546 roku linia książęca wygasła na synu Mikołaja, Mikołaju Radziwille (1492–1546), biskupie żmudzkim.
Po wygaśnięciu tej linii Radziwiłłów ani Goniądz, ani Medele, nie są już wymieniane jako księstwa. Wkrótce jednak (1547 r.) tytuł książąt Świętego Cesarstwa Rzymskiego otrzymali dwaj kolejni przedstawiciele rodu Radziwiłłów, bracia stryjeczni: Mikołaj Radziwiłł zwany „Rudym” i Mikołaj Radziwiłł zwany „Czarnym”, jednakże, herb miał zmieniony wizerunek.

## Herbowni
Informacje na temat herbownych w artykule sporządzone zostały na podstawie wiarygodnych źródeł, zwłaszcza klasycznych i współczesnych herbarzy. Należy jednak zwrócić uwagę na częste zjawisko przypisywania rodom szlacheckim niewłaściwych herbów, szczególnie nasilone w czasie legitymacji szlachectwa przed zaborczymi heroldiami, co zostało następnie utrwalone w wydawanych kolejno herbarzach. Identyczność nazwiska nie musi oznaczać przynależności do danego rodu herbowego. Przynależność taką mogą bezspornie ustalić wyłącznie badania genealogiczne.
Pełne listy herbownych nie są dziś możliwe do odtworzenia, także ze względu na zniszczenie i zaginięcie wielu akt i dokumentów w czasie II wojny światowej (m.in. w czasie powstania warszawskiego w 1944 spłonęło ponad 90% zasobu Archiwum Głównego w Warszawie, gdzie przechowywana była większość dokumentów staropolskich). Imiona i nazwiska znajdujące się w artykule pochodzą z interpretacji Wielkiej Genealogii, Marka Minakowskiego i innych dzieł historycznych. Herb Radziwiłł I jest herbem własnym, a do jego używania uprawniona jest zaledwie część jednej z gałęzi rodziny Radziwiłłów : Mikołaj Radziwiłł, Jan Radziwiłł, Elżbieta Anna Radziwiłł, Zofia Radziwiłł, Helena Radziwiłł, Stanisław Radziwiłł, Mikołaj Radziwiłł, Anna Radziwiłł, Petronela Radziwiłł, Elżbieta Radziwiłł.